# اچ‌ام‌ای‌اس پلاتیپوس (۱۹۱۷)
اچ‌ام‌ای‌اس پلاتیپوس (۱۹۱۷) (به انگلیسی: HMAS Platypus (1917)) یک کشتی بود که طول آن ۳۱۰ فوت (۹۴ متر) بود. این کشتی در سال ۱۹۱۶ ساخته شد.